# Унтершенау
Унтершенау (нім. Unterschönau) — громада в Німеччині, розташована в землі Тюрингія. Входить до складу району Шмалькальден-Майнінген. Складова частина об'єднання громад Газельгрунд.
Площа — 5,91 км2. Населення становить Невірний параметр metadata 16 066 077 ос. (станом на 31 грудня 2021).